# Pachyschelus migneauxii
Pachyschelus migneauxii es una especie de escarabajo joya del género Pachyschelus, familia Buprestidae. Fue descrita científicamente por Deyrolle en 1864.